# Eisenbahnunfall von Valigonda
Bei dem Eisenbahnunfall von Valigonda entgleiste am 29. Oktober 2005 bei Valigonda im indischen Bundesstaat Andhra Pradesh (heute Telangana) der Delta Express, weil eine Brücke weggespült worden war. 114 Menschen starben.

## Ausgangslage
Der Delta Express, ein Zug der South Central Railway, der von Repalle nach Hyderabad verkehrte, war an diesem Tag wegen der Ferien zum Lichterfest Diwali mit etwa 1000 Reisenden stark besetzt. Er bestand aus der Lokomotive und 14, 15 oder 17 Wagen.
Die Strecke, die der Zug noch bei Dunkelheit gegen 4:15 Uhr befuhr, querte auf einer Brücke den Abfluss eines Rückhaltebeckens. Seit mehr als einer Woche war starker Monsunregen gefallen und seit drei Tagen mit besonderer Intensität.

## Unfallhergang
In dem Damm, der das darin enthaltene Wasser staute, war ein Riss aufgetreten, der sich vergrößerte und den Damm nachgeben ließ. Die austretenden Wassermassen rissen auch die Eisenbahnbrücke weg, bevor der Zug sie befahren hatte. Der Zug stürzte in die Fehlstelle, wobei die Lokomotive und sieben Wagen abstürzten. Drei der Personenwagen davon fielen direkt ins Wasser und wurden weiter gespült. Hier starben die meisten Menschen.

## Folgen
114 Menschen starben, weitere 200 wurden verletzt. Die Rettungsarbeiten wurden behindert, weil auch die Straßen durch den Dauerregen aufgeweicht waren. Die indische Marine entsandte Rettungstaucher an die Unfallstelle, um bei den Rettungs- und Bergungsarbeiten zu helfen. So sollen einige Menschen noch gerettet worden sein, die in Luftkammern unter Wasser ausgeharrt hatten.
Der Unfall zog eine parlamentarische Untersuchung durch das indische Bundesparlament nach sich. Auch anliegende Bauern wurden durch Unfall und Bergungsarbeiten schwer geschädigt.